# Capa d'aplicació
En informàtica, la capa d'aplicació és el nivell més alt del model de capes TCP/IP i també del model OSI, tot i que ofereixen serveis diferents. El model OSI defineix, en els nivells més alts, a part de la capa d'aplicació, les capes de sessió i presentació. A TCP/IP, la capa d'aplicació reflecteix la funcionalitat de les tres capes esmentades del model OSI.
La capa d'aplicació és l'encarregada de fer d'interfície entre l'usuari i la xarxa. Interacciona directament amb els programes d'aplicació dels usuaris, fent ús de protocols d'alt nivell que resolen aspectes de representació, codificació i control de diàleg.
En aquesta capa apareixen diferents protocols que donen suport a les tasques de xarxa més comunes. Són els següents: 
- HTTP: Hypertext Transfer Protocol. Proporciona el servei de pàgines web, mitjançant el qual podem sol·licitar-les a un servidor i visualitzar-les en navegadors clients.
- FTP: File Transfer Protocol. Aquest protocol permet l'accés al sistema de directoris d'un ordinador remot, així com l'enviament, la descàrrega i la pujada de fitxers. Com a mesura de seguretat, l'accés a aquests directoris està protegit per un sistema de control d'accés de l'estil usuari-contrasenya.
- SMTP: Simple Mail Transport Protocol. Proporciona el servei de correu electrònic, permetent així l'enviament de missatges a altres usuaris de la xarxa. Aquests missatges s'envien primer a uns equips servidors especials (servidors de correu), des d'on poden ser descarregats pel destinatari final.
- DNS: Domain Name Service. Proporciona el servei de traducció de noms de domini en adreces IP reals.
- TELNET: Protocol de Servei de Connexió Remota. És un emulador de terminal que permet accedir als recursos i executar programes en un ordinador remot, actuant sobre ell com si hi estiguéssim físicament connectats.
- TFTP: Trival File Transfer Protocol. Semblant al protocol FTP, però més simple. No implementa el sistema de control d'accés.
- DHCP: Dynamic Host Configuration Protocol. És un protocol de xarxa que permet als nodes d'una IP obtenir els seus paràmetres de configuració automàticament.
- NAT: Network Address Translation. Aquest protocol s'encarrega de traduir les IPs privades de la xarxa en una IP pública per poder enviar paquets a l'exterior; i després traduir aquesta IP pública de nou a la IP privada de l'ordinador que va enviar el paquet per poder rebre'l una vegada arribada la resposta.
- POP: Post Office Protocol. És un protocol bastant senzill que s'utilitza per recuperar correu.
- SSH: Secure SHell. És un protocol i el programa informàtic que l'implementa, i serveix per accedir a màquines remotes a través de la xarxa. Permet gestionar completament l'ordinador mitjançant l'intèrpret de comandes.